# Juraj Bárta
Juraj Bárta (Rózsahegy, 1923. április 13. – Pozsony, 2005. október 2.) régész.

## Élete
A háború miatt félbeszakadtak tanulmányai és az első Szlovák Köztársaságban keleten szolgált mint segédtanító. Ekkor bekapcsolódott a Szlovák nemzeti felkelésbe is.
1951-ben fejezte be tanulmányait és turócszentmártoni Régészeti Intézetben kezdett el dolgozni. Az 1953-as átszervezéstől Nyitrán dolgozott, 12 éven át az őskori részleg vezetőjeként. František Prošek munkásságára épített. Főként a paleolitikum és mezolitikum időszakával foglalkozott Nyugat és Közép-Szlovákián, illetve barlangkutatások során.
Neki köszönhető hogy 1967-ben a moraváni vénusz visszakerülhetett Szlovákiára.

## Művei
- 1959 Lengyelské sídlisko na "Vŕškoch" pri Dolnej Strede. Archeologické rozhledy 11, 482-488. (tsz. Juraj Pavúk)
- 1965 Slovensko v staršej a strednej dobe kamennej. Bratislava
- 1975 Sto rokov archeologického výskumu v jaskyniach na Slovensku. Slovenský kras 13, 3-36.